# Günther Rittau
Günther Rittau, né le 7 août 1893 à Königshütte en Haute-Silésie (aujourd'hui Chorzów en Pologne) et mort le 6 août 1971 à Munich en Bavière, est un réalisateur et opérateur de cinéma allemand.

## Biographie
Après des études de scientifiques puis de chimie à l'Ecole polytechnique de Berlin, menées parallèlement à des études d'architecture et d'histoire de l'art, Günther Rittau travaille pendant la première guerre mondiale comme photographe. Il débute ensuite en 1919 à la Decla-Bioscop où il tourne plusieurs films avec le statut de directeur technique du département scientifique,.
Dans les années 1920, il passe au cinéma de fiction comme chef opérateur, où il reste surtout connu pour son travail avec Fritz Lang sur Les Nibelungen (en collaboration avec Carl Hoffmann) et sur Metropolis, (avec Karl Freund). Le réalisateur déclarant notamment à propos de Rittau qu ''il s'attaque à la composition de l'image par le truchement de la mathématique",.
Dans les années 1930, outre plusieurs plusieurs coproductions franco-allemandes (donnant lieu parfois à des films en versions alternatives en français et allemand), Rittau garde à son actif des collaborations avec Joseph von Sternberg (L'Ange bleu, avec Hans Schneeberger), Robert Siodmak (Tumultes et Quick) et le réalisateur français Jean Grémillon pour Gueule d'Amour en 1937.
Sous le Troisième Reich, il poursuit son activité d'opérateur puis passe à la réalisation à partir de 1939, réalisant pendant la Seconde Guerre mondiale quelques films de propagande patriotique. Il poursuit cette carrière de réalisateur jusqu'en 1948 avant de revenir à son métier de chef opérateur dans les années 1950, essentiellement dans le registre de la comédie et du Heimatfilm. Sa fin de carrière est également marquée par la réalisation de nombreux spots publicitaires.

## Filmographie[3]

### Comme directeur de la photographie
- 1921 : Der Eisenbahnkönig, 1. Teil - Mensch und Mammon d'Eugen Illés
- 1921 : Der Eisenbahnkönig, 2. Teil - Lauernder Tod d'Eugen Illés
- 1923 : Le cavalier de pierre (Der steinerne Reiter) de Fritz Wendhausen
- 1924 : Les Nibelungen de Fritz Lang
- 1925 : La tour du silence (Der Turm des Schweigens) de Johannes Guter
- 1925 : Die gefundene Braut de Rochus Gliese
- 1927 : Metropolis de Fritz Lang
- 1927 : Der Kampf des Donald Westhof de Fritz Wendhausen
- 1928 : Prince ou pitre (Fürst oder Clown) d'Aleksandr Razumnyj
- 1928 : Le chant du prisonnier (Heimkehr) de Joe May
- 1929 : Was ist los mit Nanette? de Holger-Madsen
- 1929 : Mélodie du cœur (Melodie des Hertzen) de Hanns Schwarz, premier film allemand parlant
- 1929 : Asphalte (Asphalt) de Joe May
- 1930 : Der Kampf mit dem Drachen oder : Die Tragödie des Untermieters de Robert Siodmak (court-métrage)
- 1930 : L'Ange bleu de Josef von Sternberg
- 1930 : Aimé des dieux de Hanns Schwarz
- 1930 : Wie werde ich energisch? de Philipp Lothar Mayring
- 1930 : Le Cambrioleur (Einbrecher) de Hanns Schwarz
  - Version alternative en français : Flagrant délit, coréalisée avec Georges Tréville
- 1931 : Princesse, à vos ordres (Ihre Hoheit befiehlt) de Hanns Schwarz
  - Version alternative en français : Princesse, à vos ordres, coréalisée avec Max de Vaucorbeil
- 1931 : Bombes sur Monte-Carlo (Bomben auf Monte Carlo) de Hanns Schwarz.
  - Version alternative en français : Le Capitaine Craddock coréalisée avec Max de Vaucorbeil
  - Version alternative en anglais : Monte Carlo Madness
- 1932 : Stürme der Leidenschaft de Robert Siodmak
  - Version alternative en français : Tumultes
- 1932 : Der Sieger de Hans Hinrich et Paul Martin
  - Version alternative en français : Le vainqueur
- 1932 : Quick de Robert Siodmak, et sa version alternative en français
- 1932 : Ein blonder Traum de Paul Martin.
  - Version alternative en français : Un rêve blond, coréalisée avec André Daven
  - Version alternative en anglais : Happy Ever After, coréalisée avec Robert Stevenson
- 1932 : F.P.1 antwortet nicht de Karl Hartl et ses versions alternatives en anglais et en français
- 1933 : Kind, ich freu' mich auf Dein Kommen de Kurt Gerron et Erich von Neusser
- 1933 : Abel mit der Mundharmonika d'Erich Waschneck
- 1933 : Die verlorene Melodie de Walter Brügmann
- 1934 : l'Or (Gold) de Karl Hartl
  - Version alternative en français : L'Or de Serge de Poligny, coréalisée avec Karl Hartl
- 1934 : Fürst Woronzeff d'Arthur Robison
  - Version alternative en français : Le Secret des Woronzeff, coréalisée avec André Beucler
- 1935 : Zigeunerbaron de Karl Hartl
  - Version alternative en français : Le Baron tzigane, réalisée par Henri Chomette
- 1935 : Der grüne Domino d'Herbert Selpin
  - Version alternative en français : Le Domino vert, coréalisée avec Henri Decoin
- 1936 : Waldwinter de Fritz Peter Buch
- 1937 : La Chevauchée de la liberté (de) de Karl Hartl
- 1937 : Gueule d'amour de Jean Grémillon
- 1937 : Des Cœurs forts de Herbert Maisch
- 1938 : La Voix du cœur (de) (Verklungene Melodie) de Victor Tourjanski
- 1938 : S.O.S. Sahara de Jacques de Baroncelli
- 1938 : Nordlicht de Herbert B. Fredersdorf (de)
- 1939 : L'Entraîneuse d'Albert Valentin
- 1939 : Meurtre au music-hall (en) (Der Vorhang fällt) de Georg Jacoby
- 1954 : La Croix du sentier des chasseurs (de) de Hermann Kugelstadt
- 1955 : Des enfants, des mères et un général (Kinder, Mütter und ein General) de László Benedek
- 1955 : Der Fischer vom Heiligensee (de) de Hans H. König (de)
- 1955 : Das Forsthaus in Tirol (de) de Hermann Kugelstadt
- 1956 : Das Erbe vom Pruggerhof (de) de Hans H. König (de)
- 1956 : Die fröhliche Wallfahrt (de)  de Ferdinand Dörfler (de)
- 1956 : Wenn wir alle Engel wären (de) de Günther Lüders
- 1957 : Schütze Lieschen Müller (de) (ou Frauen sind für die Liebe da) de Hans H. König (de)
- 1957 : Die fidelen Detektive (de) de Hermann Kugelstadt
- 1960 : Als ich noch der Waldbauernbub war... de Fritz Stapenhorst (TV)
- 1963 : Aus meiner Waldheimat de Fritz Stapenhorst
- 1963 : Als ich beim Käthele im Wald war de Fritz Stapenhorst

### Comme réalisateur
- 1939 : L'Océan en feu (Brand im Ozean)
- 1941 : Sous-marin, en avant ! (U-Boote westwärts !)
- 1942 : La proie des eaux (Wenn du noch eine Heimat hast / Der Strom)
- 1943 : L'Éternelle Mélodie (Der ewige Klang), où il fait jouer Olga Tchekhova
- 1944 : Mes quatre garçons (Meine vier Jungens)
- 1945 : Der Scheiterhaufen
- 1945 : Die Jahre vergehen
- 1948 : Ein alltägliche Geschichte
- 1948 : Vor uns liegt das Leben